# 雷鳥 (傳說生物)
雷鳥（Thunderbird）是美洲原住民傳說的一種巨大神鳥，形似老鷹，翅膀有獨木舟的槳那麼長，當他振翅高飛時，就會風雷乍起，他的眼皮翕張之間，會放出萬道閃電，是以巨鳥形象出現的雷、閃電和雨的精靈，和現實生活中存在的雷鳥並無關係。
目前已知生物中，最有可能的是存在於更新世晚期滅絕的異鷲鳥類或是其近親屬類，其翼展能達到4公尺以上。

## 外部連結
- U'mista Cultural Centre
- Edward Curtis Film - Kwan’wala “Thunderbird Dance” （页面存档备份，存于）
- Coast Salish Spindle Whorl - Thunderbird Spindle Whorl
- image of Thunderbird
- Thunderbirds in Cryptozoology （页面存档备份，存于）